# Olympische Sommerspiele 2024/Teilnehmer (Südsudan)
| Gelbes Symbol für Goldmedaillen mit stilisierten Olympischen Ringen | Graues Symbol für Silbermedaillen mit stilisierten Olympischen Ringen | Braundes Symbol für Bronzemedaillen mit stilisierten Olympischen Ringen |
| ------------------------------------------------------------------- | --------------------------------------------------------------------- | ----------------------------------------------------------------------- |
| —                                                                   | —                                                                     | —                                                                       |

Südsudan nahm an den Olympischen Spielen 2024 vom 26. Juli bis zum 11. August 2024 in Paris teil. Es war die insgesamt dritte Teilnahme an Olympischen Sommerspielen. Durch die Qualifikation der Basketballnationalmannschaft handelte es sich mit 14 Athleten um das mit Abstand größte Team in der Geschichte des Südsudans bei Olympischen Spielen.

## Teilnehmer nach Sportarten

### Basketball
Als bestes afrikanisches Team bei der Weltmeisterschaft 2023 qualifizierte sich das Land erstmals in seiner Geschichte für die Olympischen Spiele im Basketball.

#### Basketball
| Wettbewerb    | Männer |
| ------------- | --- |
| Athleten      | Sunday Dech Majok Deng Carlik Jones Wenyen Gabriel Kuany Ngor Kuany Bul Kuol Anyiarbany Makoi Khaman Madit Maluach Nuni Omot Marial Shayok JT Thor Peter Jok |
| Trainer       | Royal Ivey |
| Gruppenphase  | Puerto Rico (90:79) Vereinigte Staaten (86:103) Serbien (85:96)                                                                                              |
| Viertelfinale | ausgeschieden |
| Halbfinale    | ausgeschieden |
| Finale        | ausgeschieden |
| Rang          | 9 |

### Leichtathletik
Laufen und Gehen
| Athleten       | Wettbewerb | Qualifikation | Qualifikation | Vorlauf       | Vorlauf       | Halbfinale    | Halbfinale    | Finale        | Finale        | Rang          |
| Athleten       | Wettbewerb | Zeit          | Rang          | Zeit          | Rang          | Zeit          | Rang          | Zeit          | Rang          | Rang          |
| -------------- | ---------- | ------------- | ------------- | ------------- | ------------- | ------------- | ------------- | ------------- | ------------- | ------------- |
| Frauen         |            |               |               |               |               |               |               |               |               |               |
| Loliha Atalena | 100 m      | DNF           | DNF           | ausgeschieden | ausgeschieden | ausgeschieden | ausgeschieden | ausgeschieden | ausgeschieden | ausgeschieden |
| Männer         |            |               |               |               |               |               |               |               |               |               |
| Abraham Guem   | 800 m      | —             | —             | 1:48,74 min   | 9             | 1:49,45 min   | 8             | ausgeschieden | ausgeschieden | ausgeschieden |